# Balloniscus nigricans
Balloniscus nigricans is een pissebed uit de familie Balloniscidae. De wetenschappelijke naam van de soort is voor het eerst geldig gepubliceerd in 1885 door Gustav Budde-Lund.